# Corn & Peg
Corn & Peg is een Canadese animatieserie geproduceerd door Nelvana. De serie is gedistribueerd door Nelvana.

## Verhaal
Corn & Peg volgt de avonturen van twee dynamische goeddoeners; een blauwe eenhoorn genaamd Corn, en een roze Pegasus genaamd Peg. Beste vrienden, schoolgenoten en onafscheidelijk sinds kleuterschool en beïnvloed door hun favoriete superheld en rolmodel, Captain Thunderhoof, gaan deze onafscheidelijke beste vrienden rond in hun gemeenschap van Galloping Grove om een betere plek te maken door iedereen te helpen die ze kunnen.